# USS Saratoga (CV-3)
El Saratoga va ser el segon portaavions de la Marina dels Estats Units, i el cinquè vaixell a portar aquest nom. Va ser comissionat un mes abans que el seu bessó i líder de la seva classe, el USS Lexington (que de fet va ser el tercer en ser comissionat, després del USS Langley i el USS Saratoga. Com que era pràcticament igual al Lexington, li pintaren a la xemeneia una franja negra vertical per ajudar els pilots identificar-lo. Això ocasionà que el seu àlies fos "Stripe-Stacked Sara". El USS Saratoga, el USS Enterprise i el USS Ranger i van ser els únics portaavions de la Marina dels Estats Units construïts abans de la segona guerra mundia i que van servir durant tel conflicte.

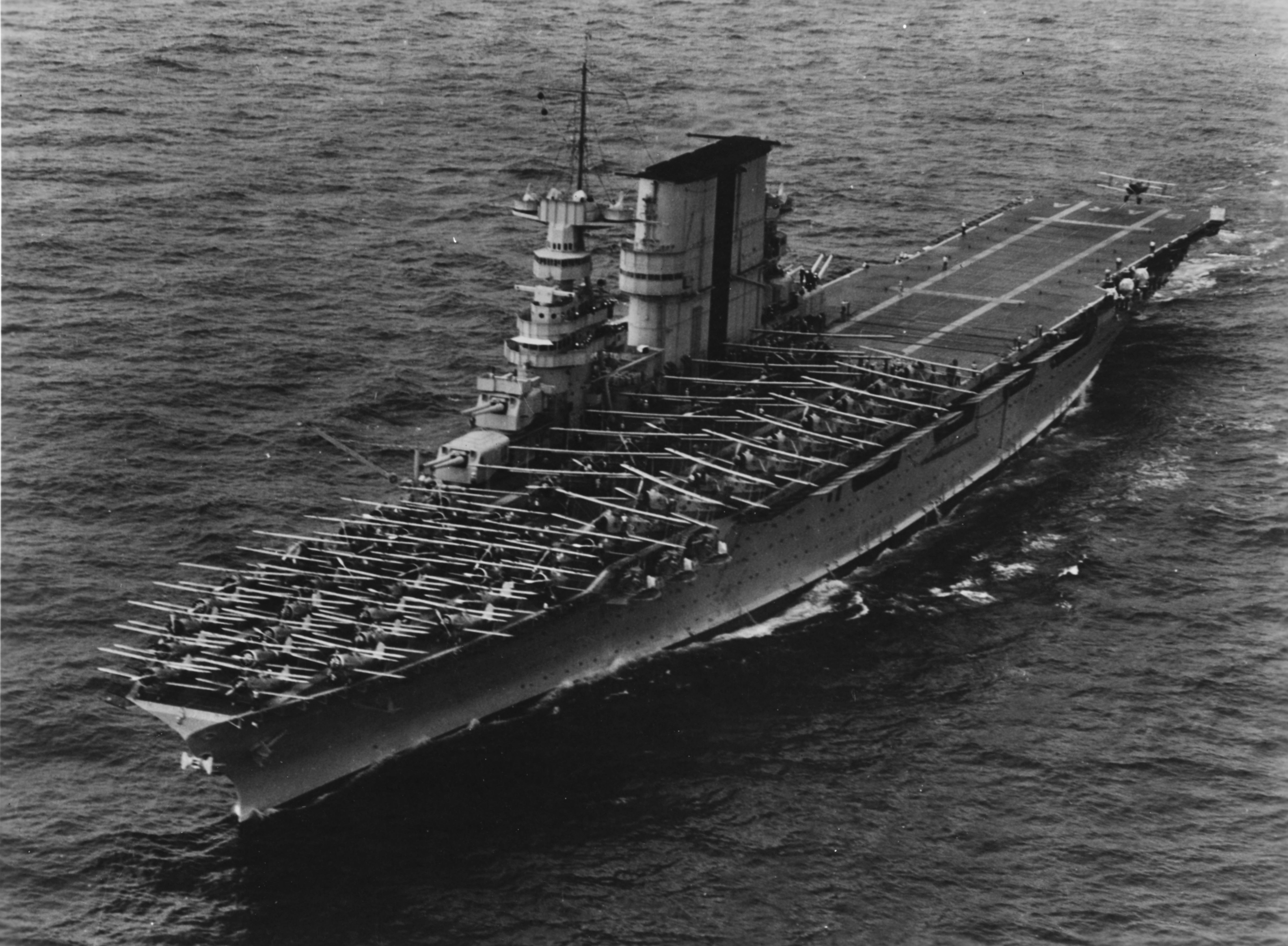
El USS Saratoga amb tots els avions a coberta

Fou utilitzat com a blanc i ensorrat el 25 de juliol de 1946 en les proves atòmiques de l'Operació Crossroads en l'atol de Bikini.

## Característiques
La proa en la forma de clíper presentava la forma de bulb, que ja era adoptada en moltes armades del món, i que en millorava l'avanç. El timó únic resultà ser deficient per a maniobrar la gran massa en moviment, i requeria amplis radis de viratge i molt de temps per a canvis radicals de direcció, cosa que redundà en una maniobrabilitat pesant en moments crítics.
Junt amb la gran eslora, el USS Saratoga com el seu bessó el USS Lexington, presentaren l'inconvenient que la xemeneia recta&ngular, particularment alta (46,7 m) i amplia, tingues l'efecte de vela durant les marors amb vents laterals forts, el que obligava a corregir constantment la deriva del navili. El problema també es presentava si s'havia de llençar avions amb proa al vent, malgrat que en menor mesura.
L'hangar era més aviat tancat, però rebia ventilació des de les obertures dels alvèols dels bots nàutics; amb això no n'hi havia prou per a allotjar els 90 avions requerits i s'havia de col·locar part d'ells en la coberta de vol.
L'armament fou modificat moltes vegades. Es disposaren vuit peces de 203 mm en torres dobles per a acció contra unitats de superfície, però el 1942 foren reemplaçades per quatre torres antiaèries Mk de 127 mm. No va ser així amb el germà bessó, el USS Lexington, que va ser enfonsat amb la configuració original.
A causa de les limitacions del Tractat Naval de Washington de 1921, el govern dels Estats Units, conseqüent amb les clàusules disposades, ordenà que dos dels sis creuers de batalla projectats de la classe Lexington ja en fase de construcció, en etapa de casc, fossin reconvertits en portaavions. Es conservaren originals la planta motriu i la protecció del casc. Van costar al voltant dels 45.000.000 de dòlars.
Estigué la major part del període de preguerra en el port de San Diego i el sector de San Pedro; i el 1932 a causa de l'anomenat Incident de Manxúria participà en exercicis a la zona de Hawaii per a prevenir un atac japonès.
El 1938, el USS Saratoga participà en un atac simulat a Pearl Harbor llençant un atac aeri des d'un punt a 160 km al nord d'Oahu i demostrà la vulnerabilitat de les defenses hawaianes. Aquest pla d'atac seria l'emprat pels japonesos el 7 de desembre de 1941.
Mentre que l'atac a Pearl Harbor tenia lloc, el 7 de desembre de 1941, el USS Saratoga, era a San Diego i immediatament fou enviat a reunir-se amb l'USS Enterprise i el USS Lexington per a reforçar l'Illa Wake. El USS Saratoga arribà a Pearl Harbor el 15 de desembre i només amb el temps necessari per carregar combustible, va tornar a navegar amb tropes i recanvis, però la presència d'un lent petroler en mar grossa endarrerí l'avenç dels portaavions. Finalment, s'ordenà la tornada de les unitats el 21 de desembre. L'illa de Wake caigué l'endemà.
El 2 gener, el USS Saratoga fou torpedinat per un submarí japonès de Primera Classe, el I-16 a vuit-cents km d'Oahu amb la pèrdua de sis tripulants. Reeixí arribar a Pearl Harbor per reparacions temporals, després fou enviat a Puget Sound a l'estat de Washington per a reparacions definitives i modernitzacions de la defensa antiaèria. Per això, el Sara no va poder participar en la batalla de Midway, el 6 de juny d'aquest any i només el 7 d'aquest mes fou enviat per a atacar les illes Aleutianes, però novament se li ordenà retornar a Pearl Harbor, el 13 de juny de 1942.
L'agost de 1942 fou el seu millor moment, el seu grup aeri participà en l'ensorrament del petit portaavions japonès, el Ryujo que servia com parany en la Batalla de les Illes Salomó Orientals i a més danyà greument a un altre portaavions japonès, el Chitose.
Tanmateix, el 31 d'agost novament fou tocat per un torpede provinent del submarí japonès I-26 que si bé no causà baixes, danyà greument el sistema de propulsió turbo elèctrica. Va quedar fora de servei per quasi un any. Més tard, ja reparat, va operar en conjunt amb forces navals britàniques a l'àrea del Pacífic al costat del portaavions britànic HMS Victorious Més tard, va operar amb el USS Princeton al sector de les illes Marshall, i va realitzar nombroses incursions contra posicions japoneses a Mloelap, Wojto, les illes Toroa, les illes Sabang, Sumatra i Surabaya.
El febrer de 1945, sofria un atac kamikaze prop de l'illa de Chi-chi Jima i 123 homes hi van morir. L'atac resultà molt perjudicial per al pesant portaavions i fou primer retirat a Eniwetok i posteriorment a la costa Est per a reparacions. Va arribant a Bremerton el 16 de març.
El 22 de maig les reparacions foren completades i tornà al servei actiu el 3 de juny. Rere la rendició japonesa, se'l destinà a l'Operació Catifa Màgica, per a repatriar personal militar nord-americà. Va transportar un total de 29.204 veterans en aquesta operació, més que qualsevol altra unitat naval. Un altre rècord fou el nombre pontatges, 98.549 al llarg d'una carrera de disset anys.

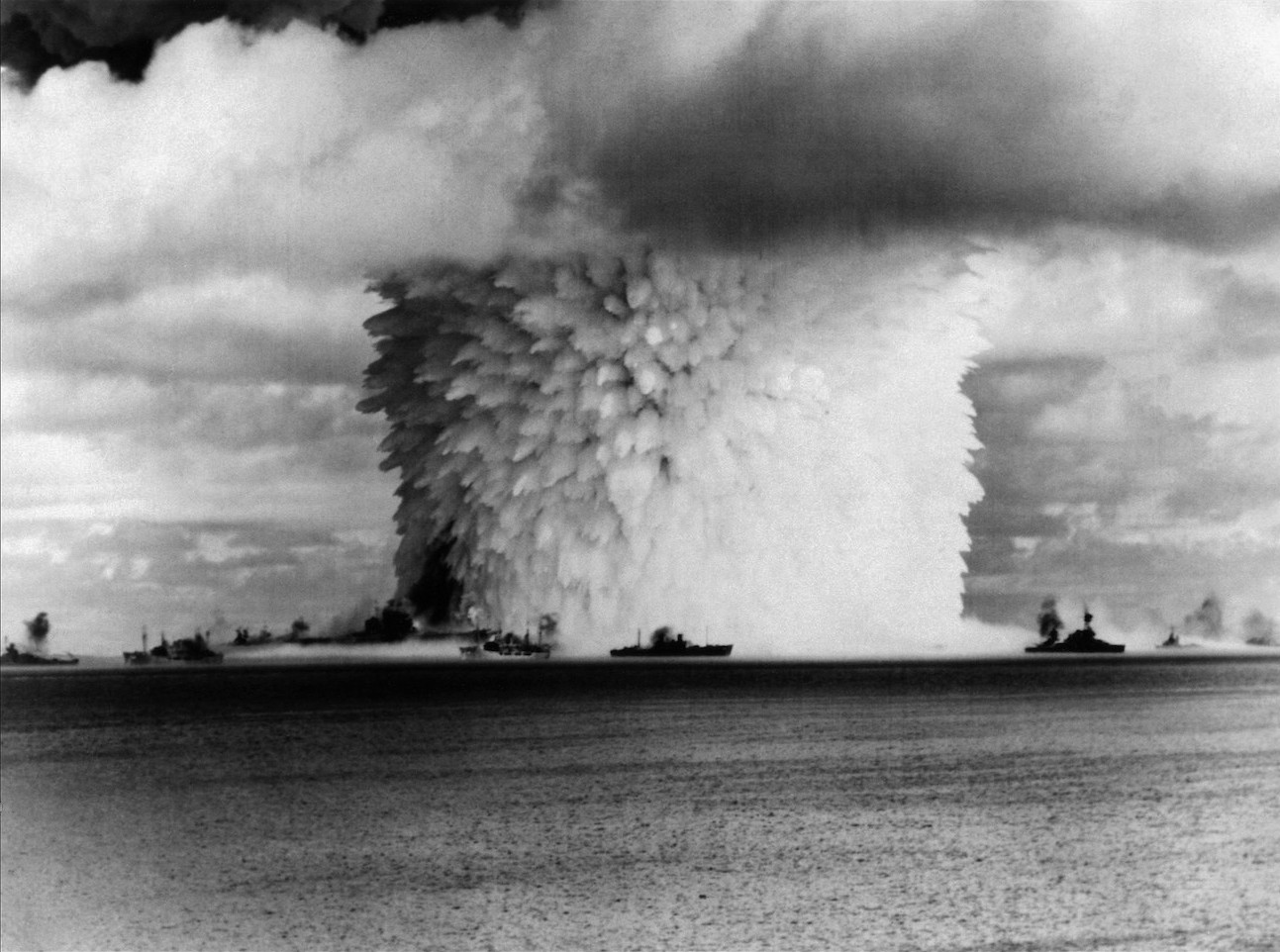
Autobombardeig en l'encreuament Baker

Ja acabada la guerra, fou seleccionat com a blanc per les proves atòmiques en l'atol de Bikini. Va ser ensorrat el 25 de juliol de 1946 a conseqüència de la prova submarina Baker, la segona de les tres previstes en l'Operació Crossroads.